# Laurent Brochard
Laurent Brochard (ur. 26 marca 1968 w Le Mans) – francuski kolarz szosowy, mistrz świata.

## Kariera
Największy sukces w karierze Laurent Brochard osiągnął w 1997 roku, kiedy zdobył złoty medal w wyścigu ze startu wspólnego podczas mistrzostw świata w San Sebastián. W zawodach tych wyprzedził bezpośrednio Duńczyka Bo Hamburgera oraz Holendra Léona van Bona. Był to jedyny medal wywalczony przez niego na międzynarodowej imprezie tej rangi. Ponadto wygrał między innymi Tour du Haut-Var w 1994 roku, Tour du Limousin w 1996 roku, Route Adélie de Vitré i wyścig Paryż-Bourges w 2000 roku, wyścig Paryż-Camembert w latach 2001, 2003 i 2005, Rothaus Regio-Tour i Tour de Pologne w 2002 roku, Critérium International w 2003 roku, a rok później był najlepszy w Étoile de Bessèges. W 1991 roku zajął drugie miejsce w wyścigu Conseil general de Val D'oisse, przegrywając z Polakiem, Dariuszem Zakrzewskim. Był także drugi w Circuit de la Sarthe w 1994 roku, Chrono des Nations i GP Ouest-France w 1996 roku, Paryż-Nicea w 2000 roku, Quatre Jours de Dunkerque w 2004 roku oraz Tour de Luxembourg w 2007 roku. W 1996 roku wystartował na igrzyskach olimpijskich w Atlancie, gdzie był siedemnasty w wyścigu ze startu wspólnego oraz dwudziesty w indywidualnej jeździe na czas. Wziął także udział w igrzyskach w Sydney w 2000 roku i rozgrywanych cztery lata później igrzyskach w Atenach, zajmując odpowiednio 41. i 44. miejsce w wyścigu ze startu wspólnego. Wielokrotnie startował w Tour de France, najlepszy wynik osiągając w 1996 roku, kiedy był osiemnasty w klasyfikacji generalnej. Rok później wygrał jeden etap TdF, ale ostatecznie zajął 31. miejsce. Cztery razy brał udział w Vuelta a España wygrywając jeden etap w 1999 roku. W klasyfikacji generalnej najlepszy wynik osiągnął dwa lata wcześniej, kiedy był dziewiętnasty. Zajął też 27. miejsce w Giro d’Italia w 1993 roku. W 2007 roku zakończył karierę.

### Drużyny
- 1992-1994 - Castorama
- 1995-1999 - Festina-Lotus
- 2000-2002 - Jean Delatour
- 2003-2004 - AG2R Prévoyance
- 2005-2007 - Bouygues Telecom